# I Hear Black
I Hear Black šesti je studijski album američkog thrash metal sastava Overkill. Album je 9. ožujka 1993. godine objavila diskografska kuća Atlantic Records.

## Popis pjesama
| 1.    | »Dreaming in Columbian«      | 4:00 |
| 2.    | »I Hear Black«               | 5:38 |
| 3.    | »World of Hurt«              | 5:19 |
| 4.    | »Feed My Head«               | 5:37 |
| 5.    | »Shades of Grey«             | 5:19 |
| 6.    | »Spiritual Void«             | 5:14 |
| 7.    | »Ghost Dance« (instrumental) | 1:46 |
| 8.    | »Weight of the World«        | 4:07 |
| 9.    | »Ignorance & Innocence«      | 5:00 |
| 10.   | »Undying«                    | 5:26 |
| 11.   | »Just Like You«              | 4:13 |
| 51:39 |                              |      |

## Zasluge

### Overkill
- Bobby "Blitz" Ellsworth – vokali
- D. D. Verni – bas-gitara, vokali
- Merritt Gant – gitara, vokali
- Rob Cannavino – gitara, vokali
- Tim Mallare – bubnjevi

### Ostalo osoblje
- Rat Skates – logotip
- Rob Hunter – inženjer zvuka
- Tom Coyne – mastering
- Mikel – naslovnica
- Danny Clinch – fotografija
- Amy Guip – fotografija
- Alex Perialas – produkcija, inženjer zvuka